# 丹治昭義
丹治 昭義（たんじ てるよし、1932年 - ）は、日本の仏教学者。文学博士（京都大学・1988年）。関西大学名誉教授。

## 略歴
静岡市生まれ。京都大学文学部哲学科仏教学専攻卒業、同大学院文学研究科修士課程修了、関西大学教授、文学研究科長を務め、1988年「中観思想研究」で文学博士（京都大学）。2003年定年退任、名誉教授。
大乗仏教、中観思想の研究で名高い。大学では弓道部顧問をしていた。

## 著書
- 『沈黙と教説 中観思想研究 （1）』 関西大学東西学術研究所、関西大学出版部 1988
- 『実在と認識 中観思想研究 （2）』 関西大学出版部 1992
- 『宗教詩人宮沢賢治―大乗仏教にもとづく世界観』 中公新書 1996

### 訳・校註
- 『八千頌般若経 II』、梶山雄一共訳、〈大乗仏典 3〉中央公論社 1975、中公文庫 2002
- 『法華経 I・II』、松濤誠廉、長尾雅人、桂紹隆共訳、〈大乗仏典 4・5〉中央公論社 1975-76、中公文庫 2002
- 『首楞厳三昧経』、長尾雅人共訳、〈大乗仏典 7〉中央公論社 1974、中公文庫 2001
- 『さとりへの遍歴　華厳経入法界品』、梶山雄一、桂紹隆、津田真一、田村智淳共訳、中央公論社（上下） 1994
  - 改訂版『梵文和訳　華厳経入法界品』、岩波文庫（上中下） 2021
- 『中論釈　明らかなことば』全2巻、チャンドラキールティ、関西大学出版部 1988-2006 - 語釈
- 『中論 新国訳大蔵経 インド撰述部 中観部』、大蔵出版（上下） 2019

### 論文
- CiNii>丹治昭義
- INBUDS>丹治昭義